# Причина, чому я стрибаю
«Причина, чому я стрибаю» (яп. 自閉症の僕が跳びはねる理由～会話のできない中学生がつづる内なる心～, Дзіхейсьо но боку ґа тобіханеру рію: ~Кайва но декінай тю:ґаксей ґа цузуру утінару кокоро~) — автобіографія, яку приписують Наокі Хіґашиді, аутисту з Японії, який майже не розмовляє. Вперше вона була опублікована в Японії у 2007 році. Англійський переклад, здійснений Кейко Йошида та її чоловіком, англійським письменником Девідом Мітчеллом, вийшов у 2013 році.
У книзі стверджується, що її автор, Хіґашіда, навчився спілкуватися, використовуючи версію науково дискредитованої техніки полегшеного спілкування, що викликає підозри щодо авторства книги. Психолог Єнс Геллманн сказав, що ці розповіді «нагадують те, що я вважаю дуже близьким до мрії батьків дитини-аутиста».
Книга стала бестселером за версією New York Times і бестселером для наукової літератури у твердій обкладинці за версією Sunday Times у Великій Британії. Вона була перекладена більш ніж на 30 інших мов і надихнула п'єсу Національного театру Шотландії та повнометражний документальний фільм. Хіґашіда видав ще кілька книг у Японії.

## Фон
Хіґашіді поставили діагноз аутизм, коли йому було п'ять років, і він має обмежені вербальні навички спілкування. За допомогою матері він нібито написав книгу за допомогою методу, який він називає «полегшеним письмом пальцем». Це дещо нагадує полегшену комунікацію метод, який дискредитували як псевдонауку такими організаціями, як Американська академія педіатрії та Американська психологічна асоціація. Деякі дослідники поставили під сумнів автентичність творів Хіґашіди, тоді як інші з інтересом їх вивчали.

## Сюжет
Кейко Йошіда та Девід Мітчелл, у яких є дитина з аутизмом, написали вступ до англомовної версії. Більша частина мемуарів складається з 58 запитань, які зазвичай ставлять Хіґашіді та багатьом іншим людям, які мають справу з аутизмом, а також з окремих розділів короткої прози. Ці розділи є або спогадами, якими ділиться Хіґашіда, або параболічними історіями, які стосуються тем, що обговорюються в мемуарах. Збірка завершується оповіданням Хіґашіди «Я тут», до якого авторка подає передмову:
Я написала цю історію в надії, що вона допоможе вам зрозуміти, як боляче, коли ви не можете висловити себе людям, яких ви любите. Якщо ця історія якимось чином торкнеться вашого серця, то я вірю, що ви також зможете знайти відгук у серцях людей з аутизмом.

## Відгуки
Хоча книга швидко стала успішною в Японії, лише після англійського перекладу вона охопила широку аудиторію в усьому світі. На The Omnivore, на основі рецензій британської преси, книга отримала omniscore 4,5 з 5. Після публікації в липні 2013 року у Великій Британії вона була оприлюднена на BBC Radio 4 як «Книга тижня» і відразу посіла перше місце в списку бестселерів Sunday Times. Після публікації в США (серпень 2013 р.) вона була представлена на The Daily Show в інтерв'ю між Джоном Стюартом і Девідом Мітчеллом, а наступного дня стала № 1 у списку бестселерів Amazon. В інтерв'ю Стюарт описує мемуари як «одну з найвидатніших книг, які я читав». Інші знаменитості також пропонують свою підтримку, наприклад Вупі Голдберг у своєму розділі путівника з подарунками у святковому випуску People 2013.
Окрім традиційних медіа, книга привернула увагу груп захисту прав аутизму по всьому світу, багато з яких, наприклад Autism Speaks, брали інтерв'ю з Мітчеллом. Мітчелл стверджував, що є відеодоказ який показує, що Хаґашіда не торкаючись вказує на японські ієрогліфи. Однак Фейн і Каміо висловили занепокоєння щодо автентичності методів спілкування Хаґашіди, припускаючи, що його мати може надавати підказки, як видно на відео, або що він може самостійно друкувати раніше вивчений текст. Крім того, вони зазначили, що він надавав раніше вивчені, загальні відповіді, такі як «Чому ти мене питаєш? Я думаю так. Але у кожного є відповідь. Запитайте у своєї дитини». Подібні занепокоєння висловлювали й інші дослідники. Сіммонс, Бойнтон і Лендман пишуть, що Хаґашіда «швидше за все, не був автором бестселера „Нью-Йорк Таймс“ або жодної з чотирнадцяти інших книг, які приписували йому до двадцяти років», що викликає занепокоєння з точки зору дотримання прав людини у зв'язку з використанням фасилітованої комунікації.
Майкл Фіцпатрік, лікар і батько дитини-аутиста, критикує книгу і фільм, висловлюючи сумніви щодо використаних комунікаційних систем і кажучи, що це «міф» про те, що «всередині аутичного індивіда ув'язнена цілком компетентна людина, яка потребує звільнення, запропонованого квазі-магічною технологією».
Саллі Тісдейл, яка писала для The New York Times, сказала, що книга підняла питання про аутизм, а також про переклад, і їй було цікаво, наскільки на роботу вплинули троє дорослих (мати Хаґашіди, Йо"ш"іда та Мітчелл), які брали участь у перекладі книги, та їхній досвід як батьків дітей-аутистів. Вона підсумувала: «Ми повинні бути обережними, перетворюючи знайдене на те, що хочемо».

## Адаптації

### Сцена
У 2018 році книга була адаптована у п'єсу, поставлену Національним театром Шотландії. В адаптації був використаний лабіринт на відкритому повітрі, розроблений голландським колективом Observatorium, а для п'єси був розроблений додаток доповненої реальності.

### Документальний фільм
Книга була адаптована в повнометражний документальний фільм режисера Джеррі Ротвелла. Проєкт є спільним виробництвом Vulcan Productions, Британського кіноінституту, Idea Room, MetFilm Production і Runaway Fridge, який був представлений на кінофестивалі <i>Sundance 2020</i>. Документальний фільм отримав позитивні відгуки критиків. Фіоннула Галліґан із Screen Daily заявила, що «„Причина, чому я стрибаю“, змінить ваше мислення, і скільки фільмів можуть про це сказати?», тоді як Леслі Флеперін із Hollywood Reporter сказала, що документальний фільм є «витвором кінематографічної алхімії», а Гай Лодж із Variety похвалив фільм за те, що він перетворив оригінальну книгу на «винахідливий, чуттєвий документальний фільм, гідний його джерело». 3 червня 2020 року компанія Kino Lorber придбала «Причину, чому я стрибаю» для зйомок у США. Фільм був показаний на кінофестивалі AFI Docs 2020 року.

## Впасти 7 разів Встати 8
«Впасти 7 разів, піднятися 8: голос молодого чоловіка з тиші аутизму» (Fall Down 7 Times Get Up 8: A Young Man's Voice from the Silence of Autism) — продовження книги «Причина, чому я стрибаю», написаної у 2015 році та приписується тому самому автору, Хаґашіді, коли йому було від 18 до 22 років. Хаґашіда має аутизм, і його навички словесного спілкування обмежені, але кажуть, що він може спілкуватися, вказуючи на літери в таблиці алфавіту. Скептики стверджують, що немає доказів того, що Хаґашіда може спілкуватися самостійно, і що англійський переклад представляє ідеали автора Девіда Мітчелла та Кейко Йошіди. У відповідь Мітчелл стверджує, що є відеодокази, які свідчать про те, що Хаґашіда може друкувати самостійно.
Книга являє собою збірку коротких розділів, упорядкованих у вісім розділів, у яких Хаґашіда досліджує ідентичність, сімейні стосунки, освіту, суспільство та свій особистий розвиток. Назва походить від японського прислів'я 七転び八起き, яке дослівно перекладається як «сім разів впади і вісім разів підведися».
Англійський переклад Кейко Йошіди та її чоловіка, автора Девіда Мітчелла, вийшов 11 липня 2017 року.